# 682 (szám)
A 682 (római számmal: DCLXXXII) egy természetes szám, szfenikus szám, a 2, a 11 és a 31 szorzata.

## A szám a matematikában
A tízes számrendszerbeli 682-es a kettes számrendszerben 1010101010, a nyolcas számrendszerben 1252, a tizenhatos számrendszerben 2AA alakban írható fel.
A 682 páros szám, összetett szám, azon belül szfenikus szám, kanonikus alakban a 21 · 111 · 311 szorzattal, normálalakban a 6,82 · 102 szorzattal írható fel. Nyolc osztója van a természetes számok halmazán, ezek növekvő sorrendben: 1, 2, 11, 22, 31, 62, 341 és 682.
A 682 négyzete 465 124, köbe 317 214 568, négyzetgyöke 26,11513, köbgyöke 8,80227, reciproka 0,0014663. A 682 egység sugarú kör kerülete 4285,13238 egység, területe 1 461 230,141 területegység; a 682 egység sugarú gömb térfogata 1 328 745 275,3 térfogategység.